# Lee Eung-kyung
Lee Eung-kyung es una actriz de Corea del Sur. 

## Carrera
Comenzó su carrera en 1987 y desde entonces ha participado en películas y dramas, tales como Palacio de los Sueños y Aeja's Older Sister, Minja.

## Filmografía

### Películas
| Año  | Título                              | Rol                    |
| ---- | ----------------------------------- | ---------------------- |
| 1988 | Lee Jang-ho's Alien Baseball Team 2 | Eom-ji                 |
| 1989 | My Love, Don Quixote                | Je-ha                  |
| 1989 | 25 Dollar People                    |                        |
| 1990 | Man Market                          | Jae-hee                |
| 1990 | A Crazy Love Song                   | Mi-jung                |
| 1994 | The Young Man                       | Cha Seung-hye          |
| 1996 | The Day a Pig Fell into the Well    | Bo-kyung               |
| 1996 | Grown-ups Grill the Herring         | Seo Woon-young         |
| 1997 | He Asked Me If I Knew Zither        | Hae-sook               |
| 2001 | My Wife Is a Gangster               | Yu-jin                 |
| 2004 | 100 Days with Mr. Arrogant          | madre de Kang Ha-yeong |
| 2004 | Bunshinsaba                         | (cameo)                |
| 2004 | Don't Tell Papa                     | Elena Kim              |
| 2005 | Jenny, Juno                         | madre de Juno          |
| 2017 | My Little Baby, Jaya                |                        |

### Series
| Año  | Título                                            | Rol                         | Red       |
| ---- | ------------------------------------------------- | --------------------------- | --------- |
| 1988 | Golden Tower                                      | KBS2                        |           |
| 1988 | The Winter That Year Was Warm                     | Soo-in                      | KBS2      |
| 1989 | 2nd Republic                                      | Shin Jae-soon               | MBC       |
| 1990 | That Woman                                        |                             |           |
| 1991 | Another Happiness                                 |                             |           |
| 1991 | Dictionary of Happiness                           | Cha Sung-hee                | MBC       |
| 1991 | Dongui Bogam (Mirror of Eastern Medicine)         | Da-hee                      | MBC       |
| 1991 | Windmills of Love                                 |                             | SBS       |
| 1992 | Blue Thread Red Thread                            |                             | SBS       |
| 1992 | Jealousy                                          | Han Young-ae                | MBC       |
| 1992 | 이젠 아무도 사랑하지 않는다                       | Lee Hye-in                  | MBC       |
| 1992 | Ambitions on Sand                                 | Sung-joo                    | SBS       |
| 1993 | 해야 솟아라                                       |                             | MBC       |
| 1993 | I'm No Angel                                      | Se-hwa                      | MBC       |
| 1994 | Han Myung-hoi                                     | concubina de Han Myung-hoi  | KBS2      |
| 1994 | The Lonely Man                                    | Jae-hee                     | KBS2      |
| 1994 | 한쪽 눈을 감아요                                  |                             |           |
| 1996 | Lady Chunhyang, Newcomer to Hanyang               |                             |           |
| 1996 | Lover                                             | Lee Myung-ae                | MBC       |
| 1996 | MBC Best Theater "Me, 28 Years Old and Unmarried" |                             |           |
| 1997 | Palace of Dreams                                  |                             |           |
| 1997 | Lady                                              | Lady                        | KBS2      |
| 1998 | Seoul Tango                                       |                             |           |
| 1998 | Dying Young                                       |                             |           |
| 1999 | Cello                                             | Jung Myung-hee              | SBS       |
| 1999 | Magic Castle                                      | sra. Han                    | KBS2      |
| 2000 | The Full Sun                                      | Jang Moon-hee               | KBS2      |
| 2000 | I Want to Keep Seeing You                         | Oh Dong-hee                 | SBS       |
| 2001 | I Want to See Your Face                           | Seo Ji-hyun/Yoon Soo-kyung  | MBC       |
| 2002 | Days in the Sun                                   | Lee Seung-hye               | KBS2      |
| 2002 | Five Brothers and Sisters                         | Seo In-soon                 | SBS       |
| 2002 | Confession                                        | Lee Jung-hee                | MBC       |
| 2002 | Honest Living                                     | Lee Eung-kyung              | SBS       |
| 2003 | Merry Go Round                                    | Yoo Myung-ja                | MBC       |
| 2003 | Sharp 1                                           | Kim Sung-hee                | KBS2      |
| 2004 | TV Novel: You Are a Star                          | Hwang Ae-shim               | KBS1      |
| 2004 | Magic                                             | Kim Mi-jung                 | SBS       |
| 2004 | Stained Glass                                     | Cha Jin-joo                 | SBS       |
| 2005 | Sharp 2                                           | Kim Sung-hee                | KBS2      |
| 2006 | I Want to Love                                    | Woo Yeo-jin                 | SBS       |
| 2007 | My Mom! Super Mom!                                | Kim Young-ja                | KBS2      |
| 2007 | Belle                                             | Chun Mi-ja                  | KBS1      |
| 2007 | New Heart                                         | Kim Hye-sook                | MBC       |
| 2008 | Aeja's Older Sister, Minja                        | Joo Ae-ja                   | SBS       |
| 2008 | Wife and Woman                                    | Park Yeon-ha                | KBS2      |
| 2009 | Everybody Cha-cha-cha                             | Na Eun-hye                  | KBS1      |
| 2010 | Pure Pumpkin Flower                               | Se-mi                       | SBS       |
| 2011 | Oh My God                                         | Lee Eung-kyung              | SBS Plus  |
| 2012 | Operation Proposal                                | Oh Jung-rim                 | TV Chosun |
| 2012 | Tasty Life                                        | Jo Hye-ran                  | SBS       |
| 2012 | I Do, I Do                                        | Doctora                     | MBC       |
| 2013 | You Are the Best!                                 | Yoon Soo-jung               | KBS2      |
| 2013 | Nine: Nine Time Travels                           | Kim Yoo-jin (2012)          | tvN       |
| 2013 | Empress Ki                                        | dama de la corte Noh        | MBC       |
| 2014 | Angel's Revenge                                   | Na Dal-nyeo                 | KBS2      |
| 2014 | Witch's Romance                                   | Baek Soo-jeong (invitada)   | tvN       |
| 2014 | Only Love                                         | Lee Young-ran               | SBS       |
| 2015 | Love on a Rooftop                                 | Yang Mi-ja                  | KBS2      |
| 2015 | Tomorrow Victory                                  | Kong Cho-hee                | MBC       |
| 2016 | I'm Sorry, But I Love You                         | Jung Sook-ja                | SBS       |
| 2017 | Lovers in Bloom                                   | Oh Kyeong-ah / Oh Choon-rae | KBS       |
| 2017 | Our Sturdy Neighborhood                           |                             | KBS       |
| 2017 | Reverse                                           |                             | MBC       |
| 2019 | Pegasus Market                                    | Madre de Moon Suk-goo       | tvN       |

## Premios y nominaciones
| Año  | Premio                      | Categoría                                         | Nominación                | Resultado |
| ---- | --------------------------- | ------------------------------------------------- | ------------------------- | --------- |
| 1997 | 33º de Baeksang Arts Awards | Actriz Más Popular (TV)                           | Palacio de los Sueños     | Ganadora  |
| 2009 | KBS Drama Awards            | Premio a la excelencia, Actriz en un drama diario | Todo el mundo Cha-cha-cha | Nominada  |